# Депресант
Депресантите (от латински: depresio – „потискане“) са група вещества, които избирателно потискат една или няколко функции в организма. Терминът най-често се използва по отношение на веществата и лекарствата, които потискат централната нервна система.

## Механизъм на действие
На метаболитно равнище, потискането на ЦНС може да се осъществи по два основни начина – чрез стимулиране на синтеза на Гамааминомаслена киселина или чрез инхибиране на предаването на нервните импулси в нервните синапси.
От своя страна, инхибирането на предаването на нервните импулси може да се постигне по три начина:
- чрез стимулиране на синтеза на ензимите, разграждащи невромедиаторите;
- чрез свързване на невромедиаторите;
- чрез компетитивно блокиране на невронните рецептори.

## Видове депресанти
- антиконвулсивни средства (напр. Neurontin™)
- алкохол
- барбитурати
- бензодиазепини (Xanax™)
- опиати
- каризопродол (Soma™)
- хлоралхидрат (Noctec™)
- дифенилхидрамин (Benadryl™)
- диетилов етер
- етилхрорвинол (Placidyl™)
- гамахидроксибутират
- глутетимид (Doriden™)
- кетамин (Ketaset™)
- мепробамат (Miltown™)
- метаквалон (Quaalude™)
- метилприлон (Noludar™)
- диазотен оксид (т. нар. райски газ)
- nonbenzodiazepines (напр. Ambien™)
- зопиклон (Imovane™)
- и други

## Употреба
Контролирана употреба – депресантите се използват за туширане на тежки и неподатливи на други лекарства състояния в психиатрията и неврологията, като: епилептични гърчове, психотични пристъпи (истерия, шизофрения) и други.
Опасна употреба – понякога хора с леки психологични и неврологични смущения си самоназначават депресанти, за да почувстват по-бързо и по-пълно облекчение на състояния, като невроза, безсъние, безпричинно безпокойство и страх, и други. Употребата на депресанти без лекарски надзор често утежнява и бездруго нестабилното състояние на пациента, и в много случаи служи като отключващ фактор за възникването на тежки психични болести. Неконтролираната употреба на депресанти в много от случаите води до пристрастяване.
Злоупотреба – наркоманите често използват депресанти за да потиснат неприятните усещания, свързани с абстиненцията.

## Рискове при несанкционирана употреба
Социално-психологически: пристрастяване, стигматизация, асоциализация, административно и наказателно преследване от полицията, и съдебно-следствените органи.
Здравни: депресантите имат много малка терапевтична ширина. Те потискат центъра на дишането в продълговатия мозък дори когато се приемат в предписаните от лекаря дози.
- при приемане на по-високи дози от предписаните, дишането се забавя и става много повърхностно. Настъпва хипоксия, която води до ацидоза и натрупване на много токсични междинни метаболити, които увреждат целия организъм. След такова състояние пациентът се събужда замаян, дезориентиран, със световъртеж, шум в ушите, главоболие и болки в мускулите и ставите;
- при приемане на свръхдоза депресанти или при комбинирането им с алкохолни напитки, настъпва смърт, вследствие на задушаване. Преди да настъпи смъртта, пациентите стават студени и настъпва видима цианоза. В това състояние те все още могат да бъдат спасени, ако им се окаже своевременно спешна медицинска помощ.